# Coupe du monde des clubs de handball
 (décembre 2023).
Si vous disposez d'ouvrages ou d'articles de référence ou si vous connaissez des sites web de qualité traitant du thème abordé ici, merci de compléter l'article en donnant les références utiles à sa vérifiabilité et en les liant à la section « Notes et références ».

Ancien logo.

Le Super Globe ou Coupe du monde des clubs est depuis 2010 une compétition annuelle organisée par la Fédération internationale de handball (IHF), mettant aux prises les meilleures équipes des cinq continents et dont la première édition s'est tenue en 1997.
Vainqueur de son 5e titre en 2019, le club espagnol du FC Barcelone est le plus titré. Le club hongrois du Veszprém KSE, vainqueur en 2024 (en), est le tenant du titre.

## Palmarès
Le tableau suivant récapitule pour chaque édition de la compétition le palmarès du tournoi, la ville hôte, et le nombre de participants.
| N°  | Année     | Ville hôte        | Vainqueur                                   | Finaliste                                   | Troisième place                             | Participants                                |
| --- | --------- | ----------------- | ------------------------------------------- | ------------------------------------------- | ------------------------------------------- | ------------------------------------------- |
| 1re | 1997      | Vienne            | CB Cantabria                                | Drammen HK                                  | Doosan KyungWol                             | 8                                           |
| 2e  | 2002      | Doha              | Al-Sadd SC                                  | SC Magdebourg                               | Metodista São Paulo                         | 5                                           |
| 3e  | 2007      | Le Caire          | BM Ciudad Real                              | Al Ahly SC                                  | MC Alger                                    | 5                                           |
| 4e  | 2010      | Doha              | BM Ciudad Real (2)                          | Al-Sadd SC                                  | Zamalek SC                                  | 6                                           |
| 5e  | 2011      | Doha              | THW Kiel                                    | BM Ciudad Real                              | Al-Sadd                                     | 8                                           |
| 6e  | 2012      | Doha              | Atlético Madrid (3)                         | THW Kiel                                    | Al-Sadd SC                                  | 8                                           |
| 7e  | 2013      | Doha              | FC Barcelone                                | Hambourg SV                                 | El Jaish SC                                 | 8                                           |
| 8e  | 2014      | Doha              | FC Barcelone (2)                            | Al-Sadd SC                                  | SG Flensburg-Handewitt                      | 8                                           |
| 9e  | 2015      | Doha              | Füchse Berlin                               | Veszprém KSE                                | FC Barcelone                                | 8                                           |
| 10e | 2016      | Doha              | Füchse Berlin (2)                           | Paris Saint-Germain                         | KS Kielce                                   | 8                                           |
| 11e | 2017      | Doha              | FC Barcelone (3)                            | Füchse Berlin                               | Vardar Skopje                               | 8                                           |
| 12e | 2018      | Doha              | FC Barcelone (4)                            | Füchse Berlin                               | Montpellier Handball                        | 8                                           |
| 13e | 2019 (en) | Dammam            | FC Barcelone (5)                            | THW Kiel                                    | Vardar Skopje                               | 10                                          |
| -   | 2020      | Dammam            | Annulée à cause de la pandémie de Covid-19. | Annulée à cause de la pandémie de Covid-19. | Annulée à cause de la pandémie de Covid-19. | Annulée à cause de la pandémie de Covid-19. |
| 14e | 2021 (en) | Dammam            | SC Magdebourg                               | FC Barcelone                                | Aalborg Håndbold                            | 10                                          |
| 15e | 2022      | Dammam            | SC Magdebourg (2)                           | FC Barcelone                                | KS Kielce                                   | 12                                          |
| 16e | 2023 (en) | Dammam            | SC Magdebourg (3)                           | Füchse Berlin                               | FC Barcelone                                | 12                                          |
| 17e | 2024 (en) | Nouvelle capitale | Veszprém KSE                                | SC Magdebourg                               | Al Ahly SC                                  | 9                                           |
| 18e | 2025 (en) | Nouvelle capitale | édition future                              | édition future                              | édition future                              | 9                                           |
| 19e | 2026      | Nouvelle capitale | édition future                              | édition future                              | édition future                              | 9                                           |

## Statistiques

### Palmarès par club
| Rang  | Club                   | Vainqueur | Finaliste | Troisième | Victoires                    |
| ----- | ---------------------- | --------- | --------- | --------- | ---------------------------- |
| 1     | FC Barcelone           | 5         | 2         | 2         | 2013, 2014, 2017, 2018, 2019 |
| 2     | SC Magdebourg          | 3         | 2         | 0         | 2021, 2022, 2023             |
| 3     | BM Ciudad Real         | 3         | 1         | 0         | 2007, 2010, 2012             |
| 4     | Füchse Berlin          | 2         | 3         | 0         | 2015, 2016                   |
| 5     | Al-Sadd SC             | 1         | 2         | 1         | 2002                         |
| 6     | THW Kiel               | 1         | 2         | 0         | 2011                         |
| 7     | Veszprém KSE           | 1         | 1         | 0         | 2024                         |
| 8     | CB Cantabria           | 1         | 0         | 0         | 1997                         |
| 9     | Drammen HK             | 0         | 1         | 0         | -                            |
| 9     | Al Ahly SC             | 0         | 1         | 0         | -                            |
| 9     | HSV Hambourg           | 0         | 1         | 0         | -                            |
| 9     | Paris Saint-Germain    | 0         | 1         | 0         | -                            |
| 13    | Vardar Skopje          | 0         | 0         | 2         | -                            |
| 13    | KS Kielce              | 0         | 0         | 2         | -                            |
| 15    | MC Alger               | 0         | 0         | 1         | -                            |
| 15    | Metodista São Paulo    | 0         | 0         | 1         | -                            |
| 15    | Zamalek SC             | 0         | 0         | 1         | -                            |
| 15    | Al-Sadd                | 0         | 0         | 1         | -                            |
| 15    | Doosan KyungWol        | 0         | 0         | 1         | -                            |
| 15    | El Jaish SC            | 0         | 0         | 1         | -                            |
| 15    | SG Flensburg-Handewitt | 0         | 0         | 1         | -                            |
| 15    | Montpellier Handball   | 0         | 0         | 1         | -                            |
| 15    | Aalborg Håndbold       | 0         | 0         | 1         | -                            |
| 15    | Al Ahly                | 0         | 0         | 1         | -                            |
| Total | Total                  | 17        | 17        | 17        | -                            |

### Palmarès par nation
| Rang  | Nation       | Vainqueur | Finaliste | Troisième | Podiums |
| ----- | ------------ | --------- | --------- | --------- | ------- |
| 1     | Espagne      | 9         | 3         | 2         | 14      |
| 2     | Allemagne    | 6         | 8         | 1         | 15      |
| 3     | Qatar        | 1         | 2         | 2         | 5       |
| 4     | Hongrie      | 1         | 1         | 0         | 2       |
| 5     | Égypte       | 0         | 1         | 2         | 3       |
| 6     | France       | 0         | 1         | 1         | 2       |
| 7     | Norvège      | 0         | 1         | 0         | 1       |
| 8     | Macédoine    | 0         | 0         | 2         | 2       |
| 8     | Pologne      | 0         | 0         | 2         | 2       |
| 10    | Algérie      | 0         | 0         | 1         | 1       |
| 10    | Brésil       | 0         | 0         | 1         | 1       |
| 10    | Corée du Sud | 0         | 0         | 1         | 1       |
| 10    | Danemark     | 0         | 0         | 1         | 1       |
| 10    | Liban        | 0         | 0         | 1         | 1       |
| Total | Total        | 17        | 17        | 17        | 51      |